# TimeEdit
TimeEdit är ett schemaläggningssystem skapat av Evolvera AB 1992. Systemet används av mer än 100 skolor och universitet, bl.a. Göteborgs universitet, Lunds universitet och Linköpings universitet. Det var ursprungligen avsett att vara ett schemaläggningsprogram åt Pedagogiska institutionen vid Göteborgs universitet.